# Moordrecht

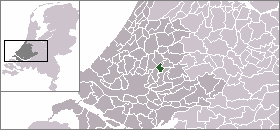
position i Zuid-Holland

Moordrecht är en historisk kommun i provinsen Zuid-Holland i Nederländerna. Kommunens totala area är 12,73 km² (där 0,53 km² är vatten) och invånarantalet är på 8 110 invånare (2004).